# Silent Hill – A halott város
A Silent Hill – A halott város (eredeti cím: Silent Hill) 2006-ban bemutatott amerikai lélektani horrorfilm, melyet Christophe Gans rendezett, valamint Gans, Roger Avary és Nicolas Boukhrief írt. A főszerepet Radha Mitchell, Laurie Holden, Jodelle Ferland, Alice Krige, Sean Bean és Deborah Kara Unger alakítja. A film a Konami által készített híres túlélőhorror videójáték-sorozat adaptációja. A történet főként a Silent Hill játék első részén alapszik, de néhány ötletet átvettek a második és a harmadik részekből is. 
Az Amerikai Egyesült Államokban és az Egyesült Királyságban 2006. április 21-én mutatták be a mozikban, Magyarországon április 27-én. 
A Metacritic oldalán a film értékelése 30% a 100-ból, ami 20 véleményen alapul. A Rotten Tomatoeson a Silent Hill – A halott város 30%-os minősítést kapott, 90 értékelés alapján.
A forgatás 2005 februárjában kezdődött meg Kanadában (Brantford, Ontario), melynek a teljes becsült költségvetése 50 millió dollár volt és közel bruttó 100 millió dolláros bevételt termelt. A folytatásának címe: Silent Hill – Kinyilatkoztatás (2012). 
A film középpontjában egy kétségbeesett anya, Rose Da Silva áll, akinek az örökbefogadott lánya Silent Hill város nevét emlegeti alvajárás közben. Amikor megérkeznek Silent Hill-be, Rose arra ébred, hogy autóbalesetet szenvedtek és nem találja az anyósülésen Sharont. A szellemvárost lepte nagy ködbe útra kél, hogy megtalálja az elveszített kislányát, ám a nő azt nem is sejti, hogy mekkora veszélynek van kitéve.

## Cselekmény
Rose és a férje, Christopher Da Silva, aggódnak a Sharon nevezetű 9 éves örökbefogadott lányukért, aki alvajárás közben, Silent Hill város nevét emlegeti. A kétségbeesett Rose úgy dönt, hogy elviszi Sharont Silent Hill-be. Ahogy közelednek a város felé, elkezdi őket követni motorral egy rendőrnő; Cybil Bennett. Hamarosan egy titokzatos gyermek jeleneik meg az út közepén, aki miatt Rose lesodródik és összetörik az autója, ő pedig beveri a fejét. Amikor az eszméletéből felébred, észreveszi hogy Sharon hiányzik az anyósülésről, míg nagy köd és hamueső takarja be a várost. Rose vándorol Silent Hill üres utcáin, és keresi a kislányát, de ehelyett eltorzult szörnyekbe botlik. Rose összetalálkozik egy Dahlia Gillespie nevű nővel, aki szintén a lányát, Alessát keresi a városban, őt viszont bántalmazzák a városiak. Ahogy mutat a nőnek egy fényképet Sharonról, észreveszi, hogy a nyakában lévő medál Alessáé. Rose, ekkor visszatér a kocsijához, majd belefut Cybilbe, aki letartóztatja. Amikor gyalog elkezdenek visszaindulni a város főútján, rájönnek hogy az útjukat hatalmas szakadék gátolja, ezért együtt kezdenek el segítséget keresni a városban, csak hogy szembe kell nézniük egy humanoid lénnyel, melyet Cybil sikeresen megöl a pisztolyával. Közben, Christopher egyszerre párhuzamban Thomas Gucci segítségével átfésüli Silent Hill-t anélkül, hogy hamu eső és köd takarná be a várost, amiben mostanra épp Rose és Cybil van. Christopher a dokumentumokból rájön, hogy a város elhagyatott, miután harminc évvel ezelőtt tűz ütött ki, valamint egy fényképen látható Dhalia lánya, aki Sharonnal megegyezik. Gucci elmondja, hogy leállítja a nyomozást, mert veszélyes területen tartózkodnak, majd hazamennek.
Cybil és Rose találkoznak egy Anna nevű nővel, aki menedékként elvezeti őket a helyi templomba. Ahogy közelednek, Annát megöli egy Piramisfejű humanoid szörnyeteg. A templomban, Rose és Cybil felfedezi, hogy a szentély élén egy Christabella nevű nő áll. Christabella elmondja Rosenak, hogy egy "démon" tud Sharon hollétéről. Miután, Christabella meggyőzte őket, hogy segítsenek neki, Rose és Cybil elmennek az egyik helyi kórházba. Ott Christabella látja Rose medálját, valamint egy fotót Sharon-ról. Amikor meglátja a nagy hasonlóságot Sharon és Alessa között, Rose-t és Cybil-t boszorkányoknak ítéli. Cybil-t elfogják a városlakók, míg Rose leereszkedik a kórház alagsorába. Miközben keresi az utat, belefut egy nővér csapatba, akiken sikeresen keresztüljut, majd berohan a "démon" szobájába. Ott, találkozik az ágyában égett Alessával, valamint egy Sötét Alessával, aki a lelke sötét oldalának inkarnációja. Alessa sötét oldala megegyezik Rose-zal, aki vállalja hogy elviszi őt a templomba, a közösség védett helyére, és akkor visszakaphatja a lányát. Mire Rose visszaér a templomhoz, a közösség megégeti Cybilt, és majdnem Sharont is, de Alessa sötét fele és az összeégett Alessa a humanoid szörnyek csapatával lemészárolja a közösséget. Rose és Sharon visszatér a kocsihoz és hazamennek, de nem érnek haza ugyanoda ahol Chris van otthon, mintha egy függöny másik oldalán lennének…

## Szereplők
| Szerep | Színész             | Magyar hang    |
| --- | ------------------- | -------------- |
| Rose Da Silva, egy kétségbeesett anyuka, aki arra törekszik, hogy a lányát, Sharont kigyógyítsa az alvajárásából, ezért elviszi Silent Hill-be | Radha Mitchell      | Orosz Anna     |
| Christopher Da Silva, Sharon apja és Rose férje, aki ellenzi a felesége döntését, hogy választ kapjon Silent Hill-ről | Sean Bean           | Kőszegi Ákos   |
| Sharon Da Silva / Alessa Gillespie, Rose és Christopher az örökbefogadott alvajáró kislánya. Ő játssza a fiatalabb Alessa Gillespiét is, Dhalia meggyötört kislányát, aki súlyosan megégett Silent Hill szentélyében, valamit Sötét Alessa, Alessa lelkének gonosz része, aki gyakran kísérti Roset | Jodelle Ferland     | Kántor Kitty   |
| Cybil Bennett, egy motoros rendőr, akinek Rose viselkedése gyanús lesz, ezért követi őt Silent Hill-be | Laurie Holden       | Haumann Petra  |
| Alessa édesanyja, aki Silent Hill ködös dimenziójában sétálgat, hogy a lányát feladja áldozatul | Deborah Kara Unger  | Böhm Anita     |
| Thomas Gucci rendőr, egy jószívű rendőr | Kim Coates          | Katona Zoltán  |
| Anna, a szentély szellemileg labilis tagja | Tanya Allen         | Fésűs Bea      |
| Christabella, Silent Hill szentélyének vezetője | Alice Krige         | Kocsis Judit   |
| Eleanor, Anna anyja | Nicky Guadagni      | N/A            |
| Adam | Christopher Britton | Molnár Miklós  |
| Piramisfej, egy humanoid szörny, aki háromszög alakú sisakot visel a fején | Roberto Campanella  | Nem szólal meg |
| A felnőtt Alessa Gillespie, Dhalia sebhelyes és traumatizált lánya | Lorry Ayers         | N/A            |
| Margaret nővér | Eve Crawford        | N/A            |